# Předmostí u Přerova (archeologická lokalita)

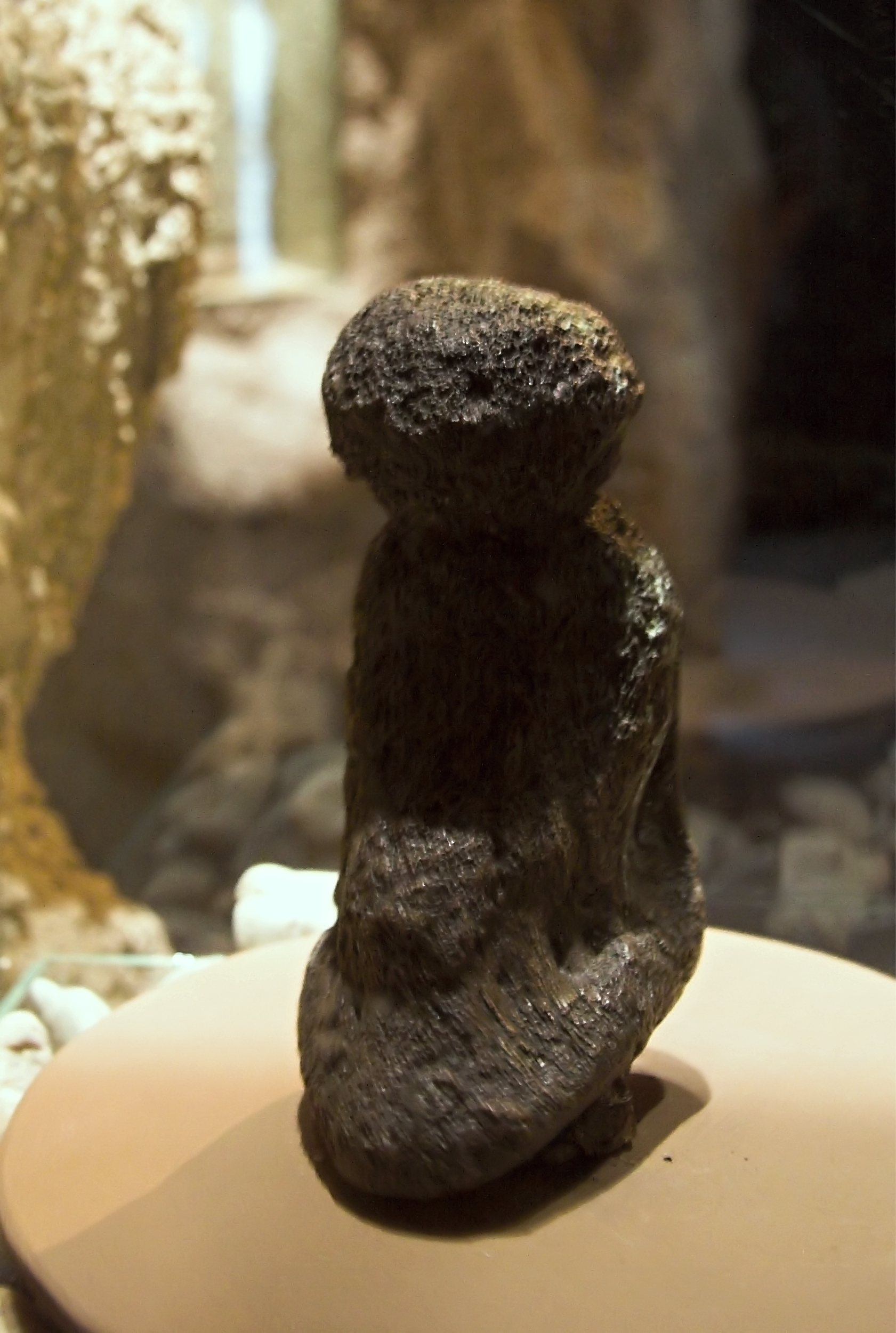
Jedna ze sedmi sošek ženských postav, nalezených v Předmostí u Přerova. Sošky byly vyrobeny z mamutích kostí.

Předmostí u Přerova je významným archeologickým nalezištěm, proslulým zejména paleolitickými vykopávkami značného množství mamutích kostí. Spolu s Dolními Věstonicemi se jedná o nejdůležitější naleziště v Česku.
Naleziště se rozkládá v Předmostí, místní části statutárního města Přerova, na sprašovém návrší, navátém na konci poslední doby ledové (c. 10 000 př. n. l.). V pravěku zde stál vápencový vrch, ze severu a z jihu zakončený 250 m vysokými bradly – Hradištěm a Skalkou. Hřbet mezi nimi byl asi 740 m dlouhý, 500 m široký a okolí převyšoval asi o 34 metrů. Hradisko a z větší části i Skalku zničila průmyslová těžba devonského vápence.

## Paleolitické naleziště
Mamutí kosti se zde nalézaly od pradávna. První písemná zmínka o předmostských „velikých kostech obrů“ je na nečekaném místě: v Gramatice české (1571) Jana Blahoslava, jinak přerovského rodáka. (Blahoslav z nálezů usuzoval na existenci dávného města s mnoha „slavnými pohřby“ a od toho i odvozoval etymologii názvu města Přerova.)
Rov, staroslovanské slovce, hrob my říkáme, odtud Přerov, u Bečvy řeky, jako by řekl první hrob. Slavný hrob byl u města, tu nad Předmostím, a Předmostí sloulo Staré město. Za Bečví pak bylo veliké město, šestnáct klášterů v něm bylo, pohřebové slavní. Ještě veliké kosti obrův v vršku pod skalkou předmostskou vykopávají; zuby tak veliké jako pěst, jako hlava člověčí etc; žebra jako břevence; i rohy veliké, tež nalézávali. Veliké někdy to město bylo.
Jan Blahoslav Gramatika česká (1571)
Lidé později používali kosti také k výrobě hnojiv; od roku 1859 je zpracovával přerovský cukrovar. Některé nálezy skončily v soukromých sbírkách, např. na buchlovském hradu (1848). O naleziště se také v roce 1855 zajímal také piarista a bibliotekář vídeňského muzea I. J. Hradil. V téže době se objevují první teorie o původu kostí. Podle faráře Deutche se mamuti při potopě uchýlili na předmostskou skálu, ale voda je dostihla i tam a zvířata zahynula. Za počátek seriózního zájmu o naleziště můžeme považovat rok 1879, kdy vojenský lékař V. Svoboda tehdy upozornil Jindřicha Wankela na bezohledné rabování cenných nálezů.

### Historie vykopávek do roku 1897
První vědecké vykopávky zahájil sám Jindřich Wankel (1880), který i publikoval a vědecky zpracoval první nálezy. Narazil na početné skupiny utříděných kostí – na jedné hromadě bylo asi padesát mamutích stoliček, jinde zase pohromadě řada klů. Vykopal též osamocenou lidskou dolní čelist.

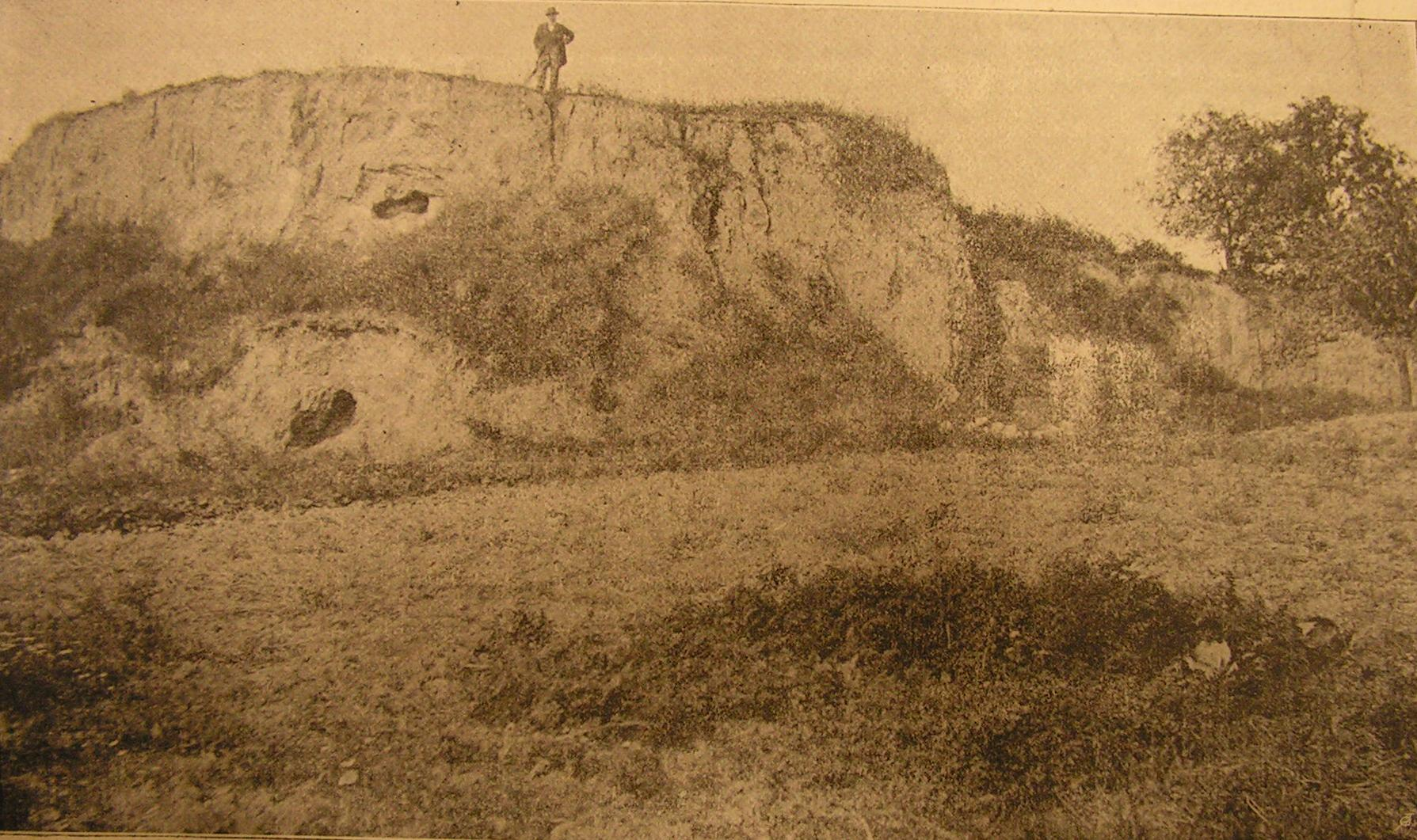
Chromečkovo hliniště v 90. letech 19. století. Foto M. Kříže

Záhy se do Předmostí sjela řada fundovaných i amatérských badatelů. Od roku 1882 kopal na Skalce Karel Jaroslav Maška, v dalších letech Jan Knies, F. Koudelka, a zejména Martin Kříž. Nedostatkem byl často nekoordinovaný výzkum a ukládání nálezů na různá místa (Wankelovy skončily v Olomouci, Maška ty své odvážel do Nového Jičína, kde učil na reálce). K. J. Maška vykopal na 2 tuny zvířecích kostí (mamut, polární liška, medvěd, pižmoň, nosorožec, sněžný kur a řada jiných) a množství kamenných nástrojů a šperků (listovité hroty a čepele z pazourku, rohovce, křemence, ze zeleného i hnědého radiolaritu, dále zpracovaná mamutí žebra, válcovitá, ornamenty zdobená drtidla z mamutoviny, přívěsky z vlčích zubů, lastury měkkýšů apod.). V roce 1889 kopal v Předmostí J. Klvaňa, příští rok Vlasta Havelková, dcera Wankela. Nalezla několik čelistí vlka, rosomáka, koně a lišky.
Nejpřevratnější objevy se ale uskutečnily v polovině 90. let 19. století. V roce 1893 zahájil Maška nové výkopy na ostrožně severovýchodně od Chromečkovy zahrady. V průběhu roku naplnil archeologickým materiálem 27 beden o váze 20 q. Jednalo se o velkou sbírku nástrojů (radiolarit, křemenec, vzácně i křišťál), a to otloukačů, velkých jader, plošně opracovaných listových hrotů a pracovních podložek, i šperků (provrtané zuby, mušle). Dále byly v bednách odvezeny kosti lovné zvěře. 18. května 1894 objevil lidskou spodní čelist a několik ramenních kostí. Slibný začátek byl dovršen během výkopů trvajících od 7. srpna až 10. září nálezem hromadného kostrového hrobu 20 jedinců s množstvím nástrojů. K podivuhodným nálezům patřil zejména kruhovitý terč z písčitého jílovce se středovým otvorem, jehož význam zůstává neobjasněn.
Martin Kříž kopal v Předmostí soustavně od podzimu 1894, kdy si dokonce pronajal k tomuto účelu plochu na pozemcích J. Chromečka (asi 85 x 11 m), což vzbudilo zvláště u Mašky značnou nevoli (Kříž měl zde výhradní právo k výkopu). Během tohoto a příštího roku objevil zbytky chýše, ohraničené svislými, do země zakopanými mamutími kostmi. Nálezy lidských pozůstatků se rozrostly ještě o jednu lebku mladého muže, několik spodních čelistí a pár drobných kostí. V roce 1897 Kříž výzkum ukončuje, menší výkopy však nadále provádí Maškův žák Jaroslav Liška.
Nálezy v Předmostí značně zahýbaly s dobovými představami o životě lidí v pravěku. Dánský archeolog Japetus Streenstrup, který naleziště navštívil v roce 1883, se domníval, že mamuti a lidé nežili ve stejné době. Předmostský člověk prý pouze našel stádo zmrzlé při nějaké katastrofě, nebyl tedy lovcem mamutů. Využíval tedy mamuty asi tak, jak ještě donedávna obyvatelé Sibiře. Tato hypotéza našla ohlas, proti byl nejdůsledněji pouze Maška a také Kříž. S postupujícími archeologickými poznatky ale byla opuštěna.
Druhou otázkou, kterou rozvířilo Předmostí, bylo táboření pravěkých lovců. Dříve se předpokládalo, že tábořili pod širým nebem, jen na zimu se uchylovali do jeskyní. Nález zbytků chýše však odhalil, že člověk si už tehdy stavěl primitivní obydlí.
Martin Kříž dále archeologickým i geologickým průzkumem odhalil, že spraše okolo vápencových skalisek nebyly naplaveny, jak se dosud soudilo, ale že byly naváty.
Archeologické metody koncem 19. století nebyly ještě na dostatečné výši, takže během vykopávek nebyly např. náležitě prozkoumány stratigrafické vrstvy. To musely učinit – již ale s menší nadějí na úspěch – výzkumy novější. Následující léta byla věnována zejména zpracovávání výzkumů. Došlo také ke spojení sbírek v Moravském muzeu v Brně. Základem byla sbírka Maškova, převezená sem r. 1909. Roku 1916 byla doplněna o pozůstalost Křížovu. K novým významným vykopávkám došlo až po roce 1918.

### Výkopy po roce 1918
Protože se kosterní pozůstatky zvířat nacházely i nadále, zvláště při stavbě železničního náspu v roce 1917 a v období následujícím, bylo nutno přistoupit k dalším archeologickým výkopům. Nejprve zachránil řadu nálezů amatérský přerovský archeolog Antonín Telička. Jeho sbírka se stala základem pro Teličkovo muzeum, které je od roku 1930 součástí přerovského muzea J. A. Komenského. Badatel však zemřel počátkem roku 1925, ale téhož roku zahajuje výkopy kolektiv pracovníků brněnského Moravského muzea pod vedením Wankelova vnuka Karla Absolona.
Úspěšný byl také Absolonův asistent, archeolog Jan Knies. Objevil (1926) skládku mamutích kostí, doplněnou kostmi vlků, lišek, rosomáků a jiných zvířat. Z mamutích zbytků na skládce leželo 16 klů, 89 stoliček, 16 lopatek, 12 kostí pažních, 14 loketních, 2 vřetenní, 18 holeních a další ve zlomcích. Vzácným nálezem však byla soška rosomáka z pálené hlíny, jeden z nejstarších keramických výrobků vůbec. Další Absolonův spolupracovník, E. Dania, objevil (1928) v průkopu Společenské cihelny lidskou kostru (označovanou číslem XXVII), které ovšem chyběla lebka. Nálezy sporadicky pokračovaly i ve 30. letech. V roce 1932 získal E. Dania 6 kg pazourkových nástrojů a 30 kg kostí, J. Mrázek v témže roce 155 kusů kamenné industrie a 43 mamutích kostí. Ještě v roce 1938 odevzdali cihlářští dělníci 180 kamenných nástrojů.
Výzkumy komplikoval pokračující provoz cihelen i to, že Absolon byl zaneprázdněn výkopy v Dolních Věstonicích. Ne všechny nálezové dokumentace také byly na patřičné úrovni.
Roku 1943 zkoumal předmostské spraše H. Schwabediessen. Řada cenných nálezů (včetně oněch 20 kosterních pozůstatků) vzala za své při požáru zámku v Mikulově, kam byly za války svezeny. Ustupující německá armáda zámek počátkem května zapálila a tím způsobila české archeologii nenávratné ztráty. Válečné události nepřežila ani větší část nálezové dokumentace Karla Absolona. Po válce se archeologové snažili ztráty alespoň částečně nahradit.
Po válce (1952) kopali v Předmostí Karel Žebera a Vojen Ložek. Byly zjištěny určité stopy středopaleolitického osídlení, zejména archaické formy listových hrotů a široké trojúhelníkové hroty, které Žebera zařadil ke kultuře moustérienu, jehož nositelem byl člověk neandertálský. Vyloučit nelze ani pobyt druhu Homo erectus.
Další větší výzkumy proběhly v letech 1971–73 a 1975–76, oba pod vedením Bohuslava Klímy. Objeveny byly hliněné hrudky a zlomky hnětěných a v ohni tvrzených modelací. V severovýchodním nároží hřbitova prozkoumané ohniště a seskupení kostí dávaly tušit zbytky budovaného obydlí. Nalezly se kostěné i kamenné nástroje a ryté vzory v kostech. Početné kosti fauny, nalezené při výstavbě koupaliště, byly identifikovány jako skartované nálezy Maškovy a Wankelovy. Archeologové ovšem v tomto období nezapomínali ani na zpracování nálezů. V roce 1977 vyšel atlas kamenných nástrojů, který vydal B. Klíma na základě pozůstalosti Karla Absolona. Kostěnou industrii zpracoval a publikoval o pět let později K. Valoch.
Výkopy ke konci 20. století (Bohuslav Klíma 1982–83, Jiří Svoboda 1989–92) měly už více charakter záchranný (v souvislosti se stavbou panelového sídliště) a revizní. Klímovy výzkumy zachytily menší kumulaci mamutích kostí a drobné radiolaritové artefakty.
Otázkou zůstává, kolik paleolitických osídlení bylo v Předmostí vlastně odhaleno. Karel Absolon hájil stanovisko jedné kulturní vrstvy, naopak badatelé pozdější (Klíma, Žebera aj.) uvažují o více paleolitických kulturách. K posouzení slouží vlastně pouze nálezy industrie, protože stratigrafické vrstvy byly dokumentovány, jak již bylo řečeno, nedostatečně. Určení ztěžuje velká variabilita kultury pavlovienu.
Zajímavou záhadou jsou nálezy kostí vlků, nebo přesněji jejich čelistí, které vykazují podobu s domestikovanými psy. Podařilo by se dokázat, že předmostský lovec si divoké vlky ochočoval, byl by to nejstarší známý případ domestikace v dějinách.

### Přehled nejvýznamnějších paleolitických nálezů
- Hromadný hrob (jaro 1894). Elipsovitý hrob byl dlouhý 4 m, široký 2,5 m. Nacházel se pod sprašovým povrchem a pod vrstvou kamení. Obsahoval 20 skrčenců, položených hlavou na sever, přikrytých mamutími lopatkami. Jednalo se o 5 dospělých mužů, 3 dospělé ženy a 12 dětí (dvě ve věku 10–16 let, sedm starých do 10 let a tři kojenci). Nejlépe zachované kostry byly ženské č. IV. a X., mužské pak III. a IX. (všechny kostry, i z jiných nálezů, byly číslovány). Mrtví měli za živa obroušené zuby. Podle jedné teorie snad terčovitými oblázky, které pravěcí lidé žmoulali kvůli slinám, případně se jim s nimi lépe mluvilo (Řek Démosthenés tak léčil vadu řeči). Některé kosti byly ohryzané, což zavdalo spekulace o kanibalismu. Dle jiných teorií ovšem bylo maso mrtvých nasekáno z rituálních důvodů, vyloučit nelze ani působení zvěře, která hrob rozryla. Původně hrob interpretoval K. J. Maška jako jednorázový pohřeb obětí nějaké katastrofy či válečného střetu. Dnes se však archeologové přiklánějí k názoru, že spíše šlo o postupné ukládání zemřelých, čemuž by napovídala větší poškozenost kostí uložených ve větší hloubce. Kosterní pozůstatky zpracoval ve třicátých letech Jindřich Matiegka, který kostry zařadil pod druh Homo Predmostensis. Dnes se toto označení užívá jen k určení místa, mrtví byli druhu Homo sapiens sapiens, byť někteří vykazovali značně archaické rysy (velké nadočnicové oblouky, ustupující čelo). Nejnovější poznatky o životě pravěkých lidí nevylučují, že předmostský lovec mohl být potomkem kříženců neandrtálců a moderního člověka.

- Soška mamuta z mamutoviny (1895). Délka 11 cm. Objevil ji Martin Kříž, restauroval Maška. Soška je oboustranná, ale lépe propracována je při orientaci s hlavou vlevo. Na těle jsou vyryté náznaky srsti i ocasu.

- Geometrická Venuše, další z nálezů Martina Kříže. Stylizovaná rytina ženy v mamutím klu. Rytina má zvýrazněna prsa a břicho, hlava je trojúhelníková. Velikost 15,5 cm. Jedná se o unikát, který ve světě nemá obdoby. Na některých kostech se dochovaly jednoduché rytiny, které mohly být skicami k vlastní geometrické Venuši.

- pět stylizovaných sošek těhotných žen, vyřezaných z mamutího prstního článku. Kvalita provedení je různá, od hrubých náznaků až po zřetelnější sošky. Velikost 14 cm.

- plochý kamenný kotouč 1894 o průměru 20 cm, řezaný z měkkého jílovce. Později se nalezl i půlkotouč (nejedná se o fragment) velký 25 cm. K čemu artefakty sloužily se nepodařilo objasnit, snad se jednalo o kultovní předměty. Podobné unikáty se nalezly pouze na dalších moravských nalezištích v Dolních Věstonicích, v Brně a Pavlově.

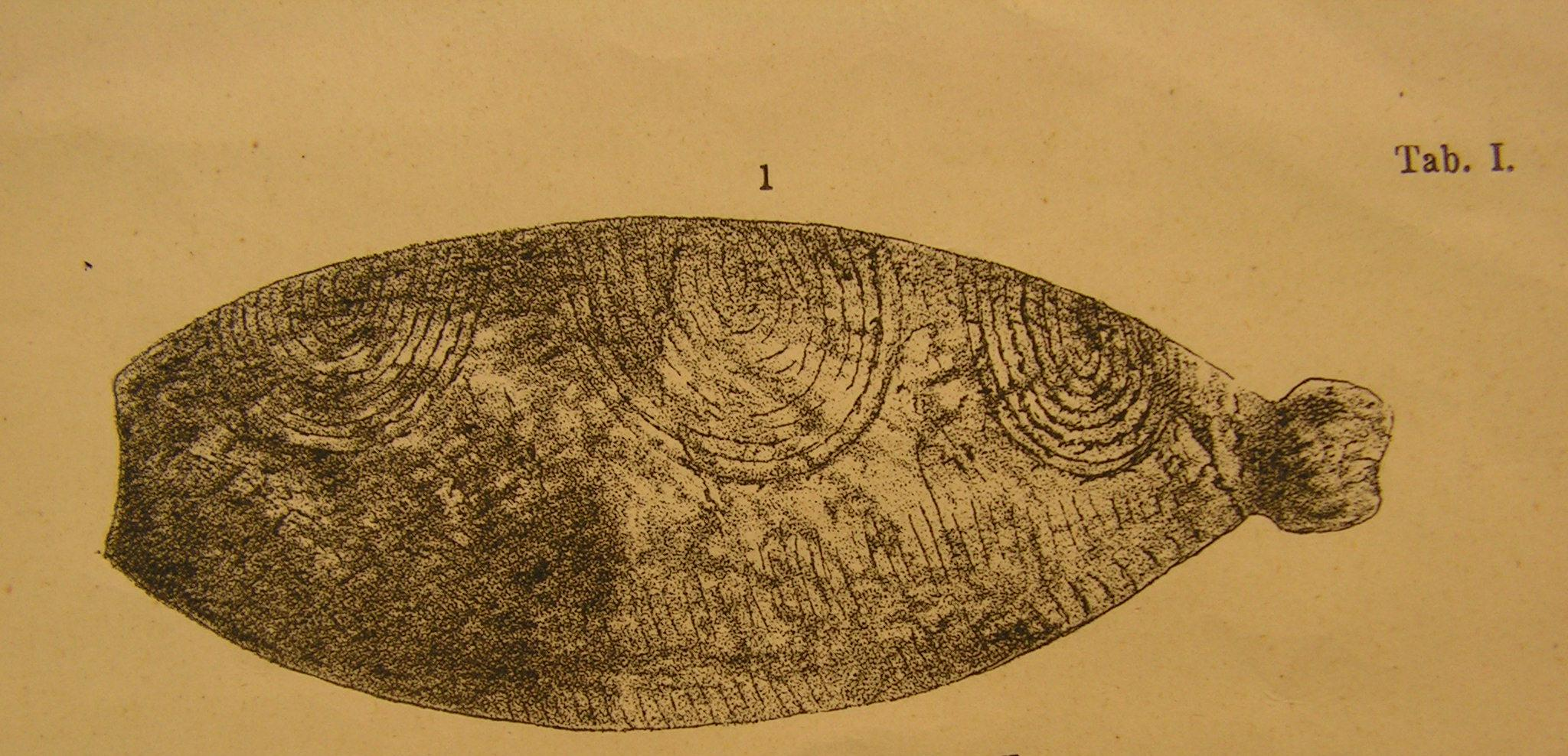
Přívěsek z mamutoviny s ornamentální výzdobou. Podle M. Kříže (1896)

- podlouhlý přívěsek z mamutoviny s rytými geometrickými ornamenty. Délka 9,5 cm, šířka 3,7 cm. Objevil Martin Kříž.

- stylizovaný lidský obličej v mamutí kloubní hlavici, nález Antonína Teličky (1924). Kloubní hlavice měla částečně odsekaný pevný povrch, do houbovité tkáně směřovaly hluboké jamky, představující oči, nos a ústa. O nálezu se spekulovalo, zda není padělkem.

- soška rosomáka z pálené hlíny, nález Jana Kniese z roku 1927. Unikát srovnatelný s uměleckými předměty z Dolních Věstonic.

### Nejnovější výzkumy
Archeologické výkopy probíhají sporadicky dodnes.
- 2005 – záchranný výzkum v Teličkově ulici, provedený Z. Schenkem a J. Mikulíkem objevil mamutí kosti.

2006 – Nález řady mamutích kostí na lokalitě Skalka byl konzervován přímo na místě a stal se součástí památníku lovců mamutů. Tato expozice se připravovala ve spolupráci s univerzitou v Cambridge už od roku 2002. Při výplavu byly téhož roku objeveny mikrolitické nástroje, dále nalezen drobný dekorativní kostěný předmět zdobený rytím.
- březen 2007 – větší nález mamutích kostí.
- říjen 2007 – v prostoru Knejzlíkovy zahrady, asi 300 m od původního centrálního tábořiště byl při záchranném výkopu nalezen v hloubce asi 80 cm úplný mamutí kel, dlouhý 2 m. K náročnému vyzvednutí došlo 13. října. V lednu 2008 byl exponát vystaven v přerovském muzeu.
- 2011 – nález 25 000 let starého domestikovaného psa.[4]

Velké možnosti k novým, zdaleka ne bezvýznamným nálezům skýtá prostor hřbitova, který dosud nebyl prokopán. Možná tak čeká na další generace archeologů ještě nejedno překvapení.

### Život paleolitických předmostských lovců (shrnutí)
Celková bilance nálezů je ohromující. Čítá kosti ze zhruba 1000 mamutů, 30 kosterních pozůstatků, řadu unikátních projevů paleolitického umění. Počet evidovaných nalezených nástrojů podle katalogu G. Freundové z roku 1944 dosáhl čísla 41 502. Ze sbírky shromážděné K. Absolonem bylo nejvíce hrotů, škrabadel, dlát, rydel a drobných nástrojů (4000 ks), drásadla (600 ks), odštěpky rydel, vrtáky (200 ks), jádra a jejich zbytky (200 ks), čepele z hran jader (200 ks). Méně bylo vrubů, čepelek s otupeným bokem, hrotů s vrubem, pilek, pěstních klínů a otloukačů. Celkový počet nálezů ovšem již nelze zjistit, mnoho kostí i nástrojů skončilo v soukromých sbírkách nebo bylo zničeno, kosterní pozůstatky zase často tvoří úlomky a tak se těžko určuje, o kolik jedinců se jedná.
Vzácností jsou broušené nástroje, které se tehdy vyskytovaly zřídka.
Přestože pravěký člověk z Předmostí je znám hlavně jako „lovec mamutů“, živil se též jako sběrač rostlinných plodů a lovem menších zvířat. Mamuty lovil sezónně, neboť Předmostí leželo u mamutí stezky. Výzkum mamutích kostí ukázal, že rod Mammuthus primigenius byl tehdy již značně zdegenerovaný, zvířata se dožívala relativně mladého věku a tím byl snížen i jejich rozmnožovací potenciál. Koncem 20. století vznikly určité pochybnosti o tom, zda pravěký člověk opravdu lovil velké savce jako mamuta nebo nosorožce. Samotné nálezy kostí v lidských sídlištích důkazem nejsou – mohlo jít např. o mršiny. Ve vědeckých kruzích jsou ovšem tyto názory ve výrazné menšině.
Mamutí kosti v nálezech jasně převažují – nalezly se pozůstatky okolo 1000 jedinců, přesný počet kostí nebyl spočítán. Četné jsou též kosti vlka (4143 z 103 jedinců), lišky (2250 z 96 jedinců), zajíců (360 z 79 jedinců) a soba (890 z 36 jedinců). Méně často předmostští lidé lovili medvědy (315 kostí z 10 jedinců). Nalezlo se dokonce 13 kostí z obřího vymřelého jelena druhu Megaloceros giganteus.:
Mamutí kosti člověk všemožně využíval – ke stavbě chatrčí (spodní čelisti, kly, pánve – některé s vyvrtanými otvory – a kosti končetin mamutů), i výrobě nástrojů (např. drtidla, viflice). Využíval pochopitelně i jiné kosti. Našly se například kostěné udice či otloukač z parohu.
Většina nálezů kostí však pochází z odpadním jam. Lidé tehdy žili v chatrčích, které mají obdobu nejen na jiných moravských nalezištích, ale zejména ve východní Evropě (naleziště Kostěnki na Donu. Při jejich stavbě lidé využívali surovin kůže, dřeva a kostí. Tábořiště mělo asi 100–150 členů.
Předmostský člověk patří k archaickému typu druhu Homo sapiens sapiens. Kostry mužů mají ještě neandrtálské rysy. Muži dorůstali výšky 180 cm, ženy jen 160 cm. V zásadě se ale svými schopnostmi nelišil od moderních lidí, soudí se, že vynikali obratností a silou. Záhadou zůstává, proč bylo nalezeno tak málo kosterních pozůstatků lidí, když množství nástrojů i kostí ukazuje na dlouhodobější osídlení. Zdá se, že pohřební ritus dosud nebyl jednotný (hrob 20 jedinců byl tedy spíše výjimkou než pravidlem), nelze ani vyloučit kanibalismus nebo rituální oběti. Ostatně kruhovitý otvor v pánevní kosti mladého jedince z hromadného hrobu ukazuje na násilnou smrt. Jindřich Matiegka však také zjistil, že trpěli mnoha zdravotními obtížemi, způsobenými nedostatkem důležitých látek ve výživě.
Kultura a industrie předmostského člověka se přiřazuje k moravskému gravettienu (pavlovienu). Že měl předmostský člověk smysl pro rituální obřady i cit pro krásu, dokládají četné nálezy jednak ozdob (náhrdelníky ze zvířecích zubů, přívěsky z mamutoviny), tak i díla paleolitického umění. Ne všechna dosahovala kvalit geometrické Venuše – našly se mamutí žebra a jiné kosti (např. pánevní) s prostými ornamentálními rytinami. Zdobeny byly i drobné předměty (trychtýřek ze slonoviny s jednoduchou rytou výzdobou).
Termoluminiscenční a radiometrická metoda umožnily získat relativně přesná data o stáří předmostských nálezů. Staropaleolitická vrstva byla zařazena termoluminiscenční metodou r. 1992 do stáří zhruba před 100 000 lety. Radiokarbonová data mladého paleolitu byla následující:
- 1975, výzkum Bohuslava Klímy: 26 870 let před dneškem (odchylka 250 let)
- 1975, výzkum Bohuslava Klímy: 26 320 let před dneškem (odchylka 240 let)
- 1992, výzkum J. Svobody: 25 040 let před dneškem (odchylka 320 let)

## Nálezy z doby neolitické a mladší
Osídlení Předmostí je znovu prokázáno až v 6. tisíciletí př. n. l., z mezolitu nálezy chybí.

### Neolit (5500–3500 př. n. l.)
V neolitu Moravskou bránou snad směřovala stezka, kterou pronikal import štípané industrie ze severu na jih. Okolo Bečvy tak vzniká kumulace sídlišť, datovaných do období lidu Kultury s lineární keramikou (LnK, 5 500 př. n. l.), takové sídliště existovalo i v Předmostí.
Už od 80. let 19. století se v Předmostí nacházely neolitické nástroje broušené i štípané industrie. Rozsáhlou sbírku shromáždil Antonín Telička, dalším významným badatelem byl J. Liška. Rovněž Martin Kříž učinil řadu nálezů.
K roku 1902 bylo již známo neolitické a mladobronzové sídliště na Dvorské (jihozápadně od hřbitova, v dnešní ulici Dr. M. Horákové), které objevil Inocenc Ladislav Červinka. Větší pozornost neolitickým a mladším nálezům byla však věnovaná až
K významnému objevu došlo roku 1971. Zjistilo se, že v Předmostí bylo v mladší době LnK sídliště. V jeho areálu byly zjištěny dva pohřby v sídlištních jamách (1 dospělý a 1 dětský), nálezy doplňovaly zbytky keramiky a tři ozdoby ze spondylu.
Rozvoj poznání předmostského neolitu přinesly záchranné práce při stavbě sídliště v 80. letech. Znovu zkoumána byla mimořádně bohatá lokalita na Dvorské, v ulici M. Horákové se podařilo (1998) zjistit zahloubený sídlištní objekt z mladší éry LnK. Archeologický výzkum vedený Z. Schenkem v letech 1993–2000 odhalil osídlení LnK rovněž na Dílech a také v městské části Přerov-Popovice (která je zástavbou propojena s Předmostím) i jinde. Zajímavé jsou nálezy keramiky želiezovského typu. Na nalezišti Díly byla zjištěna ještě mladší fáze kultury s moravskou malovanou keramikou. Stopy sídliště doplnil v roce 1995 nález ozdob z provrtaných vlčích zubů, připisovaný této kultuře.

### Eneolit (3500–1900 př. n. l.)
Osídlení pokračovalo i v eneolitu (nalezly se zlomky keramiky malické kultury). Nález provrtané palice z parohu se připisuje kultuře jordanovské. Zjištěna byla dále kultura lidu se šňůrovou keramikou a lidu se zvoncovitými poháry (pozdní eneolit, kolem 2 000 př. n. l.), jejíž stopy pochází z trati Pod valem v hliníku cihelen. V roce 1957 se nalezlo několik hrobů bojovníků s výbavou (4 vzácné měděné dýky, lukostřelecká výbava, záušnice). Mladší fázi lidu se zvoncovitými poháry reprezentuje hrob ženy nalezený o něco jižněji v květnu 1961, vybavený keramikou.

### Doba bronzová (1 900–800 př. n. l.)
Ze starší doby bronzové (1 900–1 500 př. n. l.) je v Předmostí prokázáno osídlení únětické kultury (oblast Dílů). Naopak početně chudší doklady jsou ze střední doby bronzové (1 500–1 300 př. n. l.). V Předmostí byl nalezen bronzový depot se dvěma bronzovými nárameníky a dlouhou bronzovou jehlicí (37 cm) s kotoučovitou hlavicí.
V Předmostí nechybí ani nález depotu patřící kultuře mohylové z období středního bronzu. Z konce doby bronzové je zastoupena lužická kultura (1 200–700 př. n. l.) Nejvýznamnější nálezy pocházejí opět z Dvorské, kde Inocenc Ladislav Červinka vykopal pozůstatky pravěké domácnosti (1894). Husté osídlení bylo i na štěrkové trase západně od Předmostí a lužické popelnicové pohřebiště prozkoumali archeologové na pozemcích U Lapače u silnice mezi Předmostím a Přerovem. V roce 1940 tu archeologové vykopali několik žárových hrobů s nádobami, bronzovými kroužky, jehlicemi a náramky.

### Doba železná (halštatská a laténská), římská a stěhování národů (800 př. n. l. – 6. století n. l.)
Pro období halštatu (800–400 př. n. l.) doklady z území Předmostí chybí. Na Dílech byly vykopány až nálezy pocházející z období doby laténské (400–50 př. n. l.) – fragmentární materiál hrobového charakteru (náramky, spony, nádoby), který zřejmě pochází z různých míst katastru obce; tři žárové laténské hroby, podle keramiky a nalezených šperků (zlomky náramků) z období 4. a poč. 3. stol. př. n. l., vykopal K. J. Maška při výzkumu paleolitické stanice v cihelně za Chromečkovou zahradou. Patrně jde o doklady existence většího, zřejmě již zničeného pohřebiště. Přesnější datování umožňují rovněž nálezy mincí římských císařů (z 1.–4. stol. n. l.). Jeden z hrobů, odkrytý r. 1897 a vybavený džbánem zdobeným vlnicí a vřezanými kroužky, je nověji datován do období stěhování národů.

### Slovanské osídlení
Slovanské osídlení bylo prokázáno už v 19. století. V 80. letech nalezla V. Havelková za Chromečkovou zahradou kostrové pohřebiště a v něm též stříbrný prsten s hrubší granulací.
Již v 9. století se v Předmostí předpokládá existence rozsáhlého sídliště. Martin Kříž nalezl v roce 1895 v Chromečkově zahradě 140 kostrových hrobů s bohatým inventářem (z 10.–11. stol.).
Hroby ležely v různých hloubkách (1,3–2 m), často se vzájemně překrývaly. Mrtví u sebe měli bronzové a cínové náušnice, železné nože, korálky, drobné stříbrné gombíky apod. Nalezené ostruhy jsou charakteristické pro 9. století, dá se tedy předpokládat, že pohřebiště existovalo už tehdy. Pohřbívání však pokračovalo i nadále, jak svědčí Křížův nález denáru knížete Břetislava (1034–1055), ležící v hloubce 80 cm, a náušnice (stříbrné nebo bronzové) s esovitou kličkou, na Moravě typické pro 11. století. V mladších hrobech patří k výbavě četné korálky. Pohřebiště v Chromečkově zahradě patřilo, vzhledem k četným kovovým nálezům, bohaté slovanské osadě, do které již zřejmě proniklo křesťanství.
Předpokládané hradiště z období Velké Moravy se dosud nenalezlo, o jeho existenci ale svědčí název Hradisko i pojmenování trati Pod valy. Martin Kříž navíc zkoumal umělý násyp, který mohl být hradištním valem.

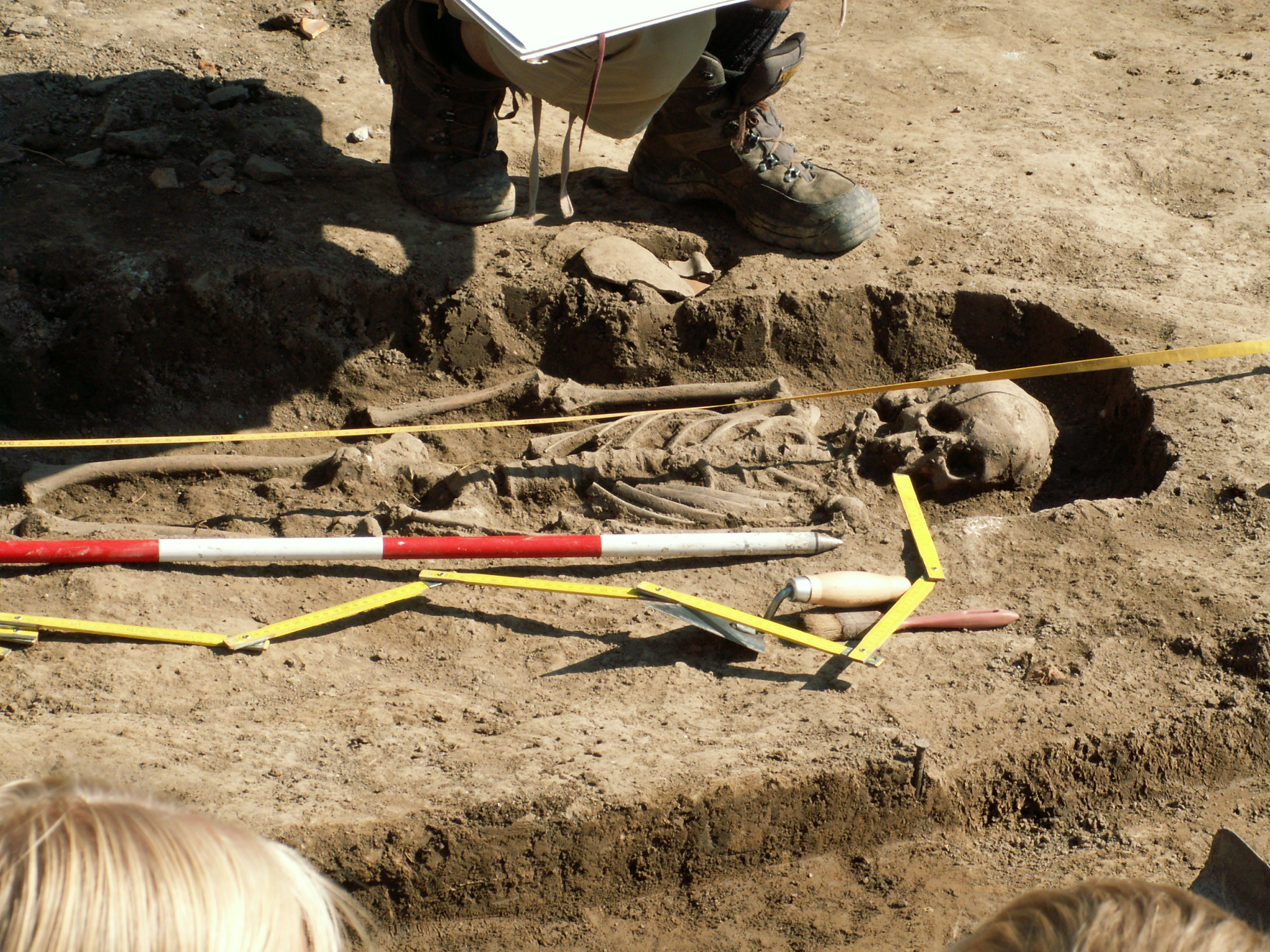
Archeologické vykopávky na Hranické ulici v září 2006

V roce 1923 bylo při stavbě v jedné zahradě rozkopáno 15 kostrových hrobů z 11. až 12. století. Dalších 12 kostrových hrobů s bronzovými, esovitými záušnicemi zachránil Jaroslav Matzenauer v roce 1942, o dva roky později pak nalezl náhrdelník ze skleněných korálků a denár uherského krále Ondřeje (1046–1061).
Po válce, v roce 1954 bylo při záchranném výzkumu objeveno několik kostrových hrobů na trati Pod Valem. Byly nalezeny též dva hrníčky velké 10 cm z písčitého materiálu, uvnitř s horizontálním žlábkováním. Předpokládá se, že patřily k navršené mohyle. V hrobu č.2/1954 navíc ležela sekerka pro násadu se zuhelnatělými zbytky topůrka. Pohřebiště Pod Valem se běžně datuje do 9. století, část hrobů však zřejmě náleží i do století předchozího.
I další nálezy byly učiněny během výkopových prací a o jejich vyzvednutí se na rychlo musel postarat záchranný výzkum. V květnu 1958 byly vykopány dva velmi významné, tentokrát žárové hroby. Ty jsou nejstarším dokladem slovanského osídlení v Předmostí (datují se do 8. století). První obsahoval pozůstatky asi 20–30leté ženy, druhý asi 60letého muže. První popelnice je vysoká 20,2 cm, druhá 19,8 cm, obě mají slabou rytou výzdobu.
Ve dnech 3.–26. listopadu 1960 tak byla nalezena rozsáhlá nekropole na trati u Nivky (40 hrobů). Následující rok se vyzvedlo dalších 12 hrobů. Kosterní pozůstatky nebyly v dobrém stavu, u řady z nich se nepodařilo zjistit ani stáří a pohlaví jedince (to je odhadováno pouze na základě pohřební výbavy). Význam mají však zbytky nalezených rakví, vypovídajících o dobovém pohřebním ritu a zejména milodary – železné nože různé velikosti (9,7–21 cm, 33 ks), keramické nádoby, sekery různých typů, náušnice, skleněné korálky – 150 ks, kopí, srpy, přesleny na vřetena atd. Nádoby jsou zdobeny většinou vícenásobnými vlnicemi, nejmenší jsou vysoké 8 cm. Z 38 kusů náušnic je většina z bronzu, 18 je pozlacených a 2 stříbrné. 3 náušnice nemají analogie z jiných nalezišť (např. ve tvaru prolamované lunice s filigránovou výzdobou z hrobu č.14/1960). Z dalších nálezů lze uvést železné kování dřevěných věder (6 ks), zlomky přezek a jehlu.